# Varangerfjord
Der Varangerfjord (norwegisch: Varangerfjorden; samisch: Várjjatvuotna) ist ein Fjord im nördlichsten Norwegen, der in die Barentssee im Arktischen Ozean mündet. Der Fjord ist rund 90 Kilometer lang und an der Mündung 55 Kilometer breit. Er reicht bis Vadsø im Norden. Im äußeren Teil im Süden zweigen mehrere Fjorde ab, darunter der Bugøyfjord, der Kjøfjord, der Bøkfjord nach Kirkenes und der Jarfjord. In Kirkenes mündet der Paatsjoki, einer der nördlichsten Flüsse Europas, in den Fjord. Hier befindet sich mit rund 1,7 Kilometern Breite die engste Stelle des norwegischen Festlandes. Am nördlichen Ufer verläuft über Vardø bis Vadsø die Europastraße 75; im inneren Teil im Süden führt die Europastraße 6 bis Kirkenes.